# Marquesado de Pobla de Claramunt
El marquesado de Pobla de Claramunt es un título nobiliario español creado por el rey Alfonso XIII de España en favor de Antonio de Miquel y Costas, industrial y empresario papelero de Cataluña, el 14 de diciembre de 1925 por real decreto y el 27 de abril de 1926 por real despacho.

## Denominación
Su nombre hace referencia al municipio español de La Pobla de Claramunt, en la provincia de Barcelona, cuyo castillo estaba en propiedad del I marqués.

## Marqueses de Pobla de Claramunt
|                           | Titular                            | Periodo                   |
| Creación por Alfonso XIII | Creación por Alfonso XIII          | Creación por Alfonso XIII |
| ------------------------- | ---------------------------------- | ------------------------- |
| I                         | Antonio de Miquel y Costas         | 1925-1927                 |
| II                        | Enriqueta de Miquel y Mas          | 1927-1978                 |
| III                       | María del Carmen Escasany y Miquel | 1978-2025                 |

## Historia de los marqueses de Pobla de Claramunt

Escudo del municipio de La Pobla de Claramunt (Barcelona), al que hace referencia este marquesado

La lista de los marqueses de Pobla de Claramunt, junto con las fechas en las que sucedieron sus titulares, es la que sigue: 
- Antonio de Miquel y Costas, I marqués de Pobla de Claramunt.

Se casó con Balbina Mas y Santacana. El 28 de junio de 1927 le sucedió su hija:
- Enriqueta de Miquel y Más (m. 1978), II marquesa de Pobla de Claramunt.

Se casó con Ignacio Escasany y Ancel. El 28 de marzo de 1978, tras orden del 17 de junio de 1977 (BOE del 11 de agosto del mismo año), le sucedió su hija:
- María del Carmen Escasany y Miquel (m. 2025), III marquesa de Pobla de Claramunt.

Casó, siendo su segunda esposa, con Luis de la Serna y Espina. Su nieto, Álvaro de la Serna Corral (n. Santander, 15 de septiembre de 1972), ha solicitado la sucesión en el marquesado.